# Zuzana Škvareková
Zuzana Škvareková (ur. 18 grudnia 1970 w Rużomberku) – słowacka koszykarka występująca na pozycjach silnej skrzydłowej lub środkowej, reprezentantka Czechosłowacji, a po rozpadzie – Słowacji. Po zakończeniu kariery zawodniczej trenerka koszykarska.

## Osiągnięcia
Na podstawie, o ile nie zaznaczono inaczej.

### Drużynowe
- Mistrzyni:
  - Słowacji (1993–1998, 2004)[3]
  - Czechosłowacji (1993)
- Wicemistrzyni Słowacji (1999, 2003)
- Zdobywczyni Pucharu Słowacji (1997, 2003, 2004)
- 3. miejsce w Eurolidze (1996, 1997)
- 4. miejsce w Eurolidze (1993)

### Reprezentacja
Seniorska
- Wicemistrzyni Europy (1997)[4]
- Uczestniczka:
  - mistrzostw:
    - świata (1998 – 8. miejsce)[5]
    - Europy (1997, 2001 – 8. miejsce)[6]

  - kwalifikacji do Eurobasketu (1997 – 2. miejsce, 2001, 2003)